# Forum pour le changement démocratique
Le Forum pour le changement démocratique (anglais : Forum for Democratic Change, FDC), fondé le 16 décembre 2004, est un parti politique d'opposition en Ouganda. Il fut fondé par les membres et soutiens désenchantés du mouvement de résistance nationale du président Yoweri Museveni et était, à l'origine, un regroupement de mouvement appelé le Reform Agenda. Le président du parti, Kizza Besigye, ancien proche de Museveni, est candidat aux élections présidentielles en 2001, 2006 et 2011. De novembre 2012 à 2017, le général Mugisha Muntu (en) préside le FDC.
En juillet 2024, 36 membres du FDC sont expulsés du Kenya vers l'Ouganda et inculpés pour « terrorisme ».